# 爱德华·道森
爱德华·道森（英語：Edward Dawson，1907年10月10日—1998年10月24日），加拿大男子篮球运动员。他曾代表加拿大获得1936年夏季奥运会篮球比赛男子银牌。他于1998年在安大略省温莎去世。